# 大斑刺魨
大斑刺魨（学名：Diodon liturosus），又名紋二齒魨、柴氏刺魨、刺龜、刺規、氣瓜仔，为輻鰭魚綱魨形目四齒魨亞目二齒魨科刺魨屬下的一个种，為熱帶海水魚，分布於印度太平洋區，從東非至社會群島，北起日本南部，南至澳洲新南威爾斯省海域，棲息深度1-90公尺，本魚體短呈圓筒狀，上下頜各具1大齒板，體黃褐色，腹面白色，身上有9個大黑斑，在斑的周圍有白色環紋，其中第一斑在頭頂呈行長形，第二、三斑在前背部兩側，第四斑在背部中央，第五斑在背鰭基部周圍，而在頭側各有2個大橫斑，一在眼下，一在眼和胸鰭基部周圍， 背鰭軟條14-16枚，臀鰭軟條14-16枚，體長可達65公分，棲息在礁石區邊緣，通常單獨活動，夜行性，以甲殼類及軟體動物為食，當遇到危險時，可以透過吞水使自己膨脹，以較大的體積威懾掠食者，並且可以防禦性地豎起刺，不宜食用，其內臟和生殖腺有毒。

## 扩展阅读
- 維基物種上的相關：大斑刺魨

1. ↑  .   [2024-06-09]. （原始内容存档于2022-11-28）.
2. ↑  GRIGNARD Jean-Christophe, BOURJON Philippe, SITTLER Alain-Pierre,  in : DORIS, 17/2/2013 : Diodon liturosus Shaw, 1804, http://doris.ffessm.fr/fiche2.asp?fiche_numero=2177 （页面存档备份，存于）